# Natiq Qasımov
Natiq Səlim oğlu Qasımov (eingedeutscht Natiq Salimow; * 2. Januar 1971 im Dorf Kiçik Qaramurad, Rayon Gədəbəy, Aserbaidschanische SSR; † März 1992 in Bergkarabach, Aserbaidschan) war ein aserbaidschanischer Militärangehöriger und Nationalheld Aserbaidschans. Er wurde im März 1992 von den armenischen Streitkräften gefangen genommen. Über sein weiteres Schicksal ist bis heute nichts bekannt.

## Biographie
Kurz nach der Geburt zog die Familie von Qasımov nach Mingəçevir. Dort schloss er eine Mittelschule ab und besuchte im Anschluss die berufsbildende Schule Nr. 39. Seinen Militärdienst leistete Qasımov in der Region Krasnojarsk von 1989 bis 1991 ab.
Am 2. März 1992 schloss sich Qasımov freiwillig der neu gegründeten Nationalen Armee von Aserbaidschan an und ging als Mitglied des in Ağdam aufgestellten Freiwilligenbataillons „Karabacher Falken“ an die Front. Er nahm unter anderem an den Kämpfen um die Stadt Əsgəran (Askeran) und die Dörfer Xanabad (Chanabad) und Pirlər (Chramort) der Provinz Xocalı teil.
Qasımovs letzter Einsatz war um die Ortschaft Pirlər. Zusammen mit einigen wenigen Kampfkameraden verschanzte er sich in einer mittelalterlichen Kirche nahe der Dorfes. Armenische Einheiten hatten das Dorf zwar besetzt, konnten jedoch die Kirche, von wo aus die aserbaidschanischen Kämpfer Widerstand leisteten, fast drei Tage lang nicht einnehmen. Da Armenier nicht wussten, wie viele Aserbaidschaner sich noch in der Kirche aufhielten, versuchten sie diese mit allen Mitteln, von Tränengas bis hin zu Granaten, zu stürmen. Erst am 12. März 1992, gelang es ihnen, das Kirchengelände unter ihre Kontrolle zu bringen, indem sie den einzigen überlebenden Aserbaidschaner, nämlich Qasımov, zum Aufgeben überredeten. Ein Korrespondent des russischen Magazins Ogonjok war ebenfalls vor Ort und dokumentierte die Szene der Gefangennahme von Qasımov. Wie der Korrespondent im Nacheinhein mitteilte, harrte Qasımov fünf Tage ohne Wasser und Essen in der Kirche aus. Dem italienischen Fotojournalisten des Magazin Enrico Sarzini gelang es, Qasımov dabei zu filmen, wie er die aserbaidschanische Flagge inmitten armenischer Soldaten hielt. In einem weiteren Foto von Sarzini war Qasımov zu sehen, als er im Keller eines Hauses von Witali Balasanjan persönlich verhört wird. Über das weitere Schicksal des Gefangenen ist bis heute nichts bekannt. Die Staatliche Kommission für Kriegsgefangene, Geiseln und vermisste Bürger Aserbaidschans bezeichnet ihn als vermisst. Mit hoher Wahrscheinlichkeit wurde er ermordet und auf dem Gebiet der Provinz Xocalı begraben.
Per Dekret des Präsidenten Aserbaidschans vom 25. Juni 2024 wurde Qasımov posthum mit dem Titel „Nationalheld Aserbaidschans“ ausgezeichnet.